# Dave Evans
Dave Evans, (Carmarthen, Wales, 20 juli 1953) is een Brits zanger. Hij was de eerste zanger van AC/DC.
Evans werd geboren in Wales en emigreerde met zijn familie naar Australië, waar het gezin in Brisbane ging wonen.
Op zijn 16e vertrok hij na een conflict met zijn vader naar Sydney en kwam in de muziekwereld terecht. Eind 1973 werd hij zanger van AC/DC. In 1974 nam hij met de groep de eerste single op. Zijn gedrag werd echter na enkele maanden door Malcolm Young te veel als glamrock beschouwd en daarom werd hij ontslagen. Zijn opvolger Bon Scott stuwde de band naar grote hoogten.
Evans werd later zanger van Rabbitt en Hot Cockerell, met wisselend succes. Op 19 februari 2000 (exact twintig jaar na het overlijden van Bon Scott) gaf hij een tributeconcert waarbij hij diverse AC/DC-nummers zong.
Hij is nog steeds actief in de muziek en bezig aan een comeback met zijn band Dave Evans and the Badasses.
Angus Young · Malcolm Young · Cliff Williams · Brian Johnson · Phil Rudd

Bon Scott · Dave Evans · Peter Clack · Rob Bailey · Simon Wright · Chris Slade · Mark Evans
- Gemeinsame Normdatei: 13684524X
- International Standard Name Identifier: 0000 0001 2384 233X
- MusicBrainz: 72f200eb-68b5-4c35-904a-3827197547d0